# Mesofiel
Mesofiel (samengesteld uit de Oudgriekse woorden μέσος/mésos „midden“ en φίλος/phílos „liefhebbend“) betekent letterlijk "het middelmatige liefhebben". De term wordt vooral in de microbiologie en de plantkunde toegepast.

## Microbiologie
Mesofiele micro-organismen zijn organismen - zoals bacteriën - die optimaal groeien tussen 15° en 50° Celsius. De meeste bacteriën behoren tot deze groep en zo ook de meeste voor de mens pathogene bacteriën die een optimumtemperatuur van 35° tot 40° Celsius hebben, zoals salmonella en staphylococcus. 
Ook de organismen die in kaas, yoghurt, bier en wijn leven en die aan de fermentatie bijdragen, worden onder de mesofiele micro-organismen gerekend.
Bij het ontwerpen van bijvoorbeeld installaties voor mestverwerking, composteren of vergisten, is het onderscheid tussen thermofiele en mesofiele omstandigheden relevant.

## Plantkunde
Voor planten heeft mesofiel de betekenis dat zij op matig vochtige plekken goed groeien (bijvoorbeeld in mesofiel hooiland).

## Gerelateerde termen
Psychrofiele bacteriën groeien het beste bij lagere temperatuur, thermofiele bacteriën juist bij hogere temperatuur. Ook de term extremofiel wordt gebruikt, voor organismen die bij extreme omstandigheden leven. Xerofiel betekent droogteminnend.